# Flygbuss

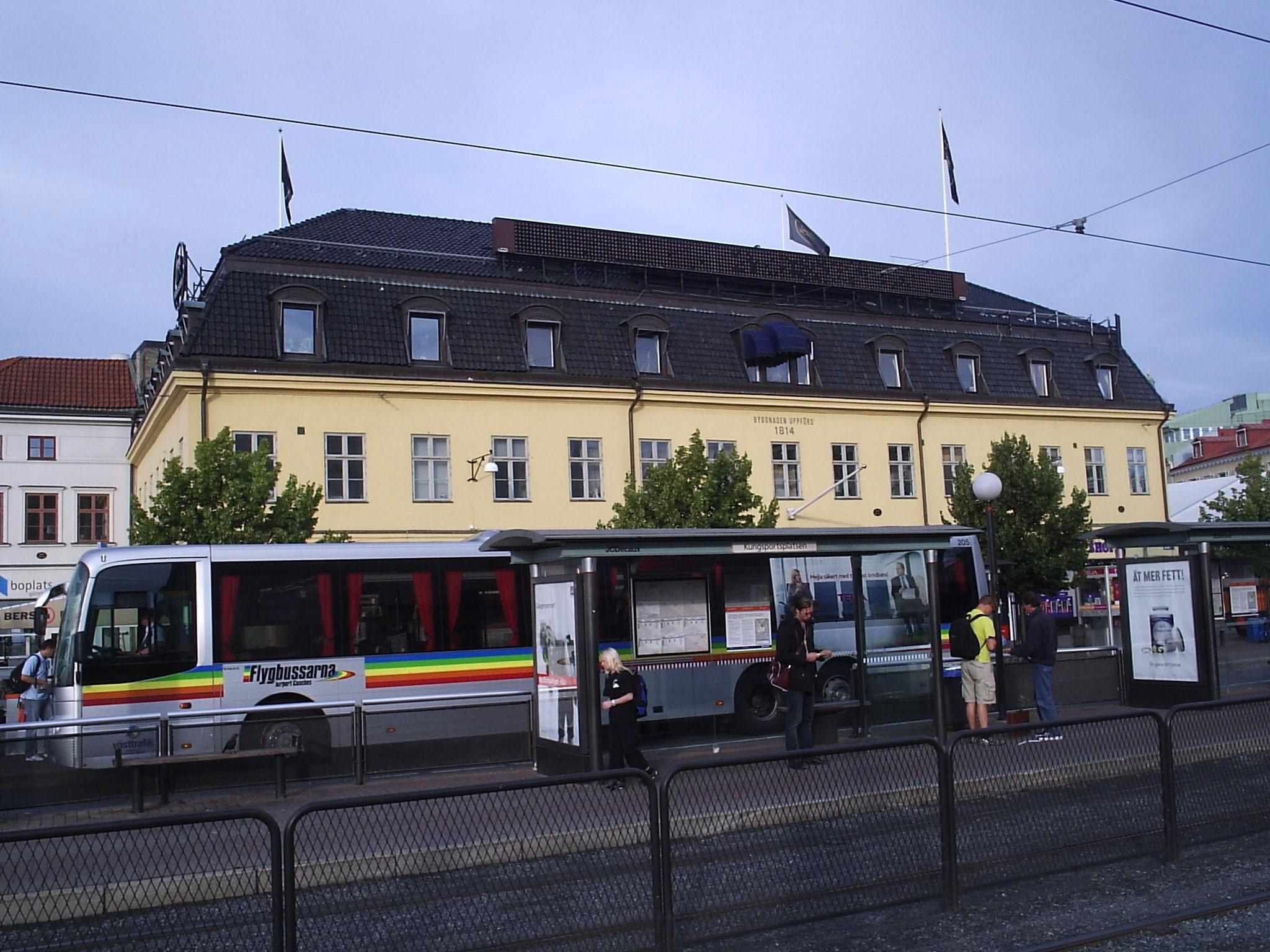
Flygbuss vid Avenyn i Göteborg

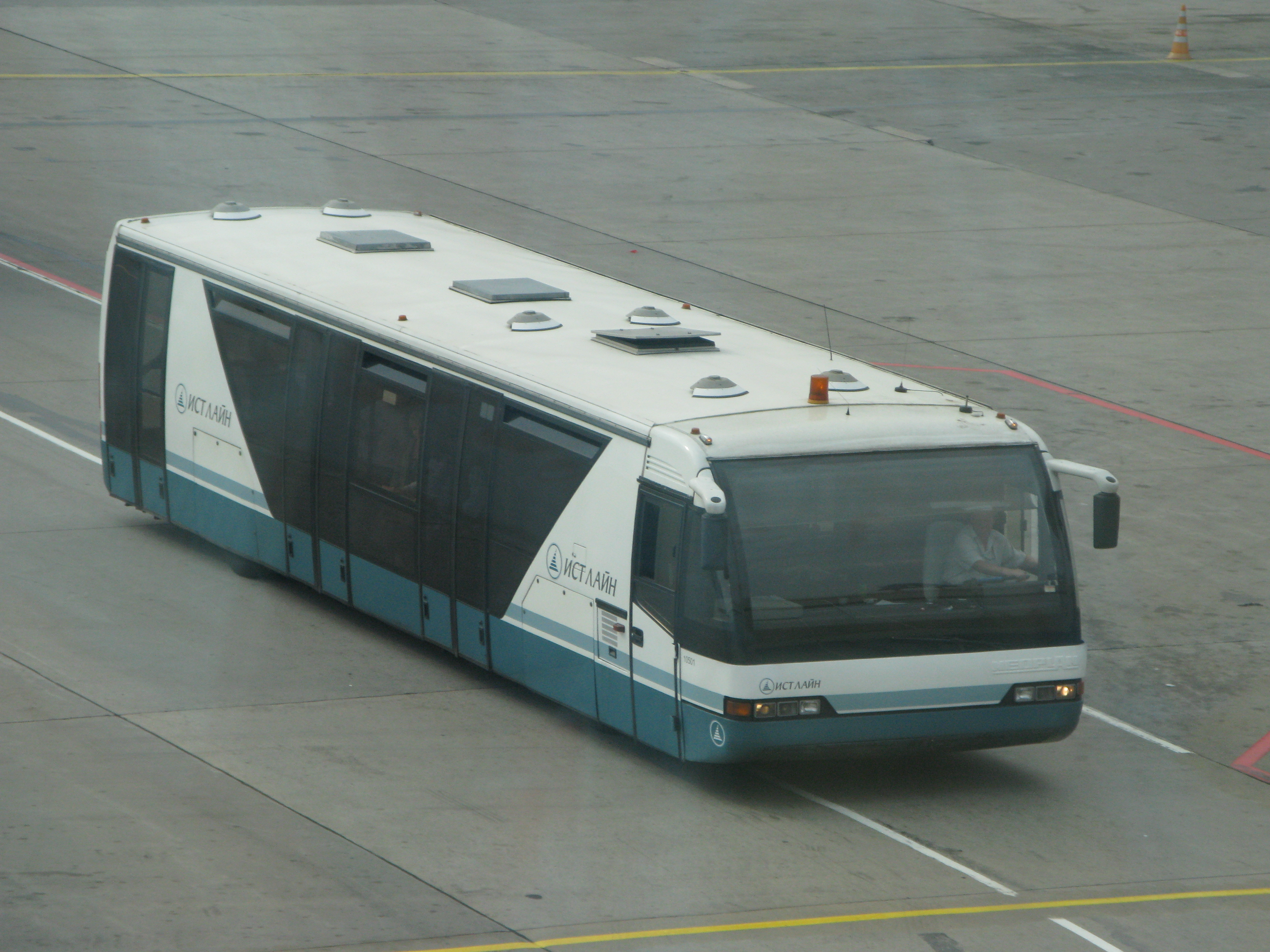
Buss på Domodedovo flygplatsen i Moskva

Flygbuss är en buss eller minibuss som transporterar passagerare till och från flygplatsen, ofta från en förutbestämd destination i en tätort (ofta en närbelägen storstad). Flygbussar finns i nästan alla städer med större flygplatser. I internationella sammanhang används ofta den engelska termen airport shuttle.
Flygbussar körs i Sverige mest i kommersiell regi, dvs utan offentligt stöd och av ett privat företag. Biljettpriset är betydligt högre än länstrafiken. Det största företaget är Vy Flygbussarna. I vissa städer körs flygbussen i länstrafikens regi.
I vidare mening finns fler sorts bussar som används i samband med flygplatser. Dels finns terminaltransferbussar som går mellan terminalerna samt till sådant som långtidsparkering och biluthyrning. I Sverige finns sådana bara på Arlanda. Dels finns bussar som transporterar passagerare mellan terminal och flygplan. Det förekommer i Sverige på Arlanda och Landvetter.